# Alexandra Rebikova
Alexandra Vassilievna Rebikova (en russe : Александра Васильевна Ребикова), née en 1896 à Saint-Pétersbourg et morte en 1957 à Moscou, est une actrice russe puis soviétique de théâtre et du cinéma muet.

## Biographie

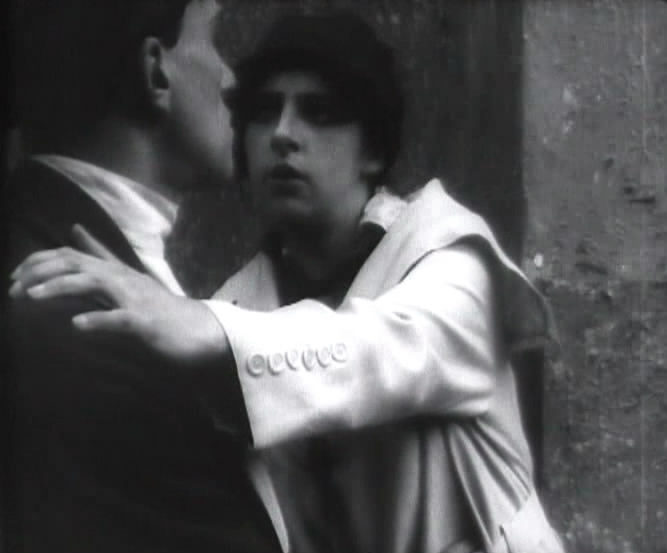
Vladimir Maïakovski et Alexandra Rebikova dans La Demoiselle et le Voyou.

Alexandra Rebikova est actrice au Théâtre d'art de Moscou. Elle débute au cinéma en 1915.

## Théâtre
- 1908 : L'Oiseau bleu de Maurice Maeterlinck

## Filmographie
- 1918 : La Demoiselle et le Voyou (Barychnya i khouligan) de Vladimir Maïakovski et Evgueni Slavinski
- 1918 : Esclave du cinéma (Zakovannaïa) de Nicandre Tourkine